# Elgin Avenue Breakdown
Elgin Avenue Breakdown è l'unico album pubblicato dal gruppo musicale inglese The 101'ers, il primo gruppo formato dal cantante e chitarrista dei Clash Joe Strummer. L'album è stato pubblicato dopo lo scioglimento del gruppo, nel 1981.

## Tracce

### Album originale
Tutte le canzoni sono accreditate a Joe Strummer, eccetto dove indicato.
1. Letsagetabitarockin - 2:07
2. Silent Telephone - 2:20
3. Monkey Business (live) (Chuck Berry) - 2:22
4. Shake Your Hips (live) (Slim Harpo) - 3:26
5. Junco Partner (live) (brano tradizionale) - 3:19
6. Don't Let Go (Bo Diddley) - 2:54
7. Motor Boys Motor - 2:22
8. Sweety of the St. Moritz - 2:24
9. Surf City (Kelleher - 101'ers) - 2:47
10. Keys to Your Heart - 3:09
11. Sweet Revenge - 2:57
12. Gloria (live) (Van Morrison) - 3:34

- Tracce 1, 2, 7, 8 registrate il 28 novembre 1975, Jacksons Studio.
- Traccia 11 registrata il 4 marzo 1976, Pathway Studios.
- Tracce 9, 10 registrate il 10 aprile 1976, BBC Studios, Maida Vale.
- Tracce 3, 4, 5, 6 registrate il 18 aprile 1976, The Roundhouse, registrato su cassetta da Micky Foote.

### Elgin Avenue Breakdown Revisited
Versione postuma dell'album Elgin Avenue Breakdown, con brani inediti.
1. Letsagetabitarockin
2. Silent Telephone
3. Keys to Your Heart (versione 1)
4. Rabies (From the Dogs of Love)
5. Sweet Revenge
6. Motor Boys Motor
7. Steamgauge '99
8. 5 Star R'n'R
9. Surf City
10. Keys to Your Heart (versione 2)
11. Sweety of the St. Moritz
12. Hideaway
13. Shake Your Hips (live)
14. Lonely Mother's Son (live)
15. Don't Let it Go (live)
16. Keep Taking the Tablets (live)
17. Junco Partner (live)
18. Out of Time (live) (Mick Jagger - Keith Richards)
19. Maybelline (live) (Chuck Berry)
20. Gloria (live)

## Formazione
- Joe Strummer - voce, chitarra ritmica.
- Clive Timperley - chitarra, voce secondaria.
- Dan Kelleher - tastiere, basso, voce secondaria, voce principale in Keep Taking the Tablets.
- John Mole - basso.
- Richard Dudanski - batteria, voce secondaria.

### Crediti
- Roger Armstrong - produttore.
- Simon Jeffes - produttore.
- Vic Maile - produttore.
- Barry Farmer - ingegnere del suono.
- Micky Foote - ingegnere.
- Mike Robinson - ingegnere.
- Vic Leary - re-missaggio.
- Howard Massey - re-missaggio.
- Peter Mew - rimasterizzamento digitale.
- Nigel Reeve - A&R
- Simon T. Brambley - poster design.
- Esperanza Romero - disegni.
- Janette Beckman - fotografia.
- Ray Eagle - fotografia.
- Julian Yewdall - fotografia.